# NGC 636
NGC 636 (другие обозначения — MCG -1-5-13, PGC 6110) — эллиптическая галактика (E3) в созвездии Кит.
Является одной из цепочки физически связанных галактик NGC 584, 586, 596, 600, 615 и 636.
Этот объект входит в число перечисленных в оригинальной редакции «Нового общего каталога».
Галактика NGC 636 входит в состав группы галактик NGC 584. Помимо NGC 636 в группу также входят NGC 584, NGC 586, NGC 596, NGC 600, IC 127, UGCA 017, KDG 007 и MGC -1-5-14.